# Rie Suegara
Rie Suegara (末柄里恵, Suegara Rie, nacida el 8 de enero de 1990) es una actriz de doblaje japonesa de la Prefectura de Kanagawa, Japón. Está afiliada a Ken Production. Es conocida por haber interpretado a Yui Komori en la serie anime Diabolik Lovers.

## Historia
En 2010, se graduó del Amusement Media Institute. Posteriormente, a través del dúo de producción escolar adscrito a Ken Production (12.ª generación), desde abril de 2012 perteneció a Ken Production.
En 2013, apareció en el juego "Idol Master Million Live!" Como Fuka Toyokawa, quien fue el primer personaje con su propio nombre. En septiembre del mismo año, interpretó a Yui Komori en el anime de televisión "Diabolik Lovers" por primera vez, siendo este su primer papel como seiyu y el papel con el que saltaría a la fama.
En 2014, formó la unidad de producción independiente "Marukidsu Ewara". Hay cuatro miembros, Yuka Maruyama, Shiho Furujo, Suigera y Saki Ogasawara, que están sincronizados con la oficina. En 2015 volvería a interpretar a Yui Komori, para la segunda temporada del anime, titulada Diabolik Lovers More Blood.
Desde 2017, otros tres miembros han estado activos. Desde su formación, se ha dedicado a diversas actividades, como la venta de radio web, grabación pública, lectura de teatro, canto y CD de teatro.
En 2020, comenzaron dos transmisiones personales en vivo por Internet. TwitCasts tiene una distribución de conversación, y YouTube tiene una distribución de juegos de forma irregular.

## Roles de voz

### Anime
2013
- Diabolik Lovers (Yui Komori)[4]

2015
- Diabolik Lovers More Blood (Yui Komori)

2016
- Brave Witches (Takami Karibuchi)
- D.Gray-man Hallow (Tewaku)
- Divine Gate (Mordred)

2018
- Märchen Mädchen (Shizuka Tsuchimikado)[5]
- El Maestro de Ragnarok y Bendecido de Einherjar (Felicia)[6]
- Harukana Receive (Emily Thomas)[7]

2019
- Isekai Cheat Magician (Charlotte)
- Kemono Michi: Rise Up (Hiroyuki, Altena Elgard Ratis)[8]

2020
- Tower of God (Endorsi Jahad)

### Videojuegos
- The Idolmaster Million Live! (Fūka Toyokawa)
- Azur Lane (USS Colorado)
- Raramagi (Reina Tachibana)
- Grand Summoners (Muerte Hoz Reina Lily)
- The King of Fighters All-Star (Nuevo Brian)[9]

### Doblaje

#### Acción real
- Christine (Edición Blu-Ray 2019) (Leigh Cabot (Alexandra Paul))[10]
- Joy Ride 3: Road Kill (Jewel McCaul)
- Machete Kills (Sartana Rivera)

#### Animación
- El Mundo de las Winx (Flora)